# Melasina picea
Melasina picea är en fjärilsart som beskrevs av Edward Meyrick 1917. Melasina picea ingår i släktet Melasina och familjen säckspinnare. Inga underarter finns listade i Catalogue of Life.